# Auferstehungssäule

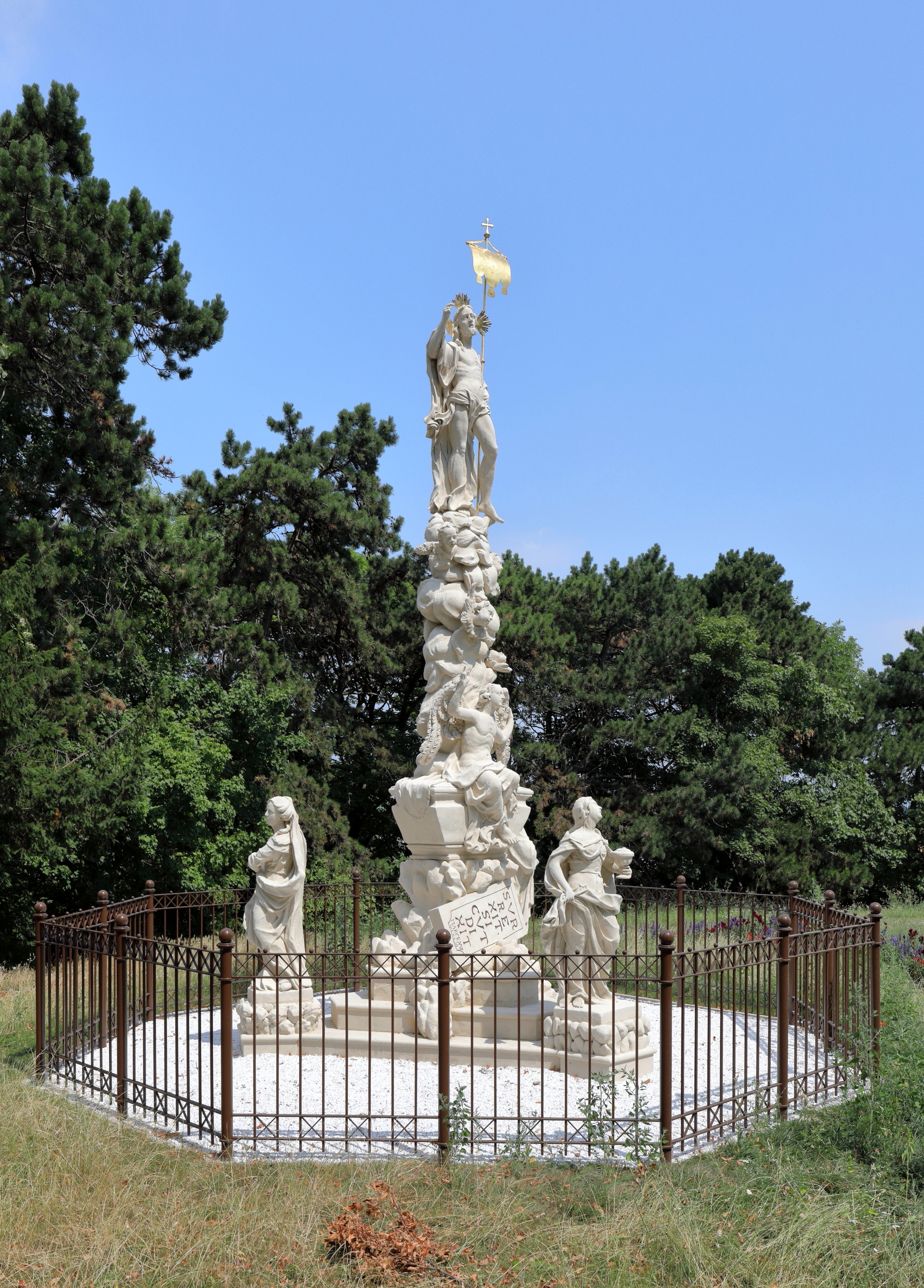
Auferstehungs- bzw. Heilandssäule in Perchtoldsdorf

Die Auferstehungssäule, auch als Heilandssäule bezeichnet, von Perchtoldsdorf in Niederösterreich befindet sich auf dem Leonhardiberg, wurde Mitte des 18. Jahrhunderts errichtet und steht unter Denkmalschutz (Listeneintrag).

## Geschichte
Das 7,90 m hohe sakrale Bildwerk ist eine Stiftung des vermögenden Perchtoldsdorfers und Wiener Ratsmitglied Johannes Sebastian Deyl und wurde 1734 von einem unbekannten Barockbildhauer geschaffen. Im Zuge einer Generalsanierung um rd. 70.000 Euro wurde sie 2015 abgetragen und nach der Restaurierung etwas nördlicher am Hügelplateau „Luisenruhe“ aufgestellt. Die feierliche Neusegnung fand am 28. August 2016 statt.
Die Auferstehungssäule war früher sozusagen ein Teil der Wallfahrtsstätte Leonhardiberg, der ursprünglich alter Weinberg hieß. Auf dem Leonhardiberg befand sich eine Wallfahrtskirche, die im Zuge der Josephinischen Reformen gesperrt wurde und die man später abtrug. Vom Ort führte ein Weg (Via Sacra) zur Kirche hinauf, der beidseitig alleeartig mit Heiligenstatuen geschmückt war und am letzten Stück des Weges befand sich linksseitig die Auferstehungssäule. Von der Wallfahrtsstätte sind heute nur mehr die am Beginn der Via Sacra stehende Leonhardisäule, die Kreuzkapelle und die Auferstehungssäule erhalten.

## Beschreibung
Auf einem dreiseitigen Stufenpostament mit den hll. Maria, Martha und Maria Magdalena befindet sich eine Säule mit freiem Wolkenaufbau sowie ein Sarkophag und auf der Säule eine Statue des auferstandenen Christus.